# Корнелиу Вадим Тудор
Корнелиу Вадим Тудор е румънски политик, роден на 28 ноември 1949 г. в Букурещ.
Тудор е председател на ултранационалистическата партия „Велика Румъния“.
На президентските избори през 2000 г. взема малко повече от 1/3 от гласовете на изборите, но загубва от Йон Илиеску.
Политическите цели на „Велика Румъния“ са описвани като антидемократични и екстремистки. Партията и лидерът и се застъпват за създаване на велика Румъния, в която трябва да се включи Република Молдова и части от съседни на Румъния държави като Южна Добруджа. Партията има откровено негативно отношение към живеещите в Румъния малцинства: унгарци, цигани и евреи.
По време на комунистическото управление на Румъния Вадим Тудор се изявява като поет, който възвеличава в своите стихове коминистическата диктатура.